# Open eBook
Open eBook (o OEB), o formalment Open eBook Publication Structure (OEBPS), és un format de llibre digital basat en el llenguatge XML (eXtensible Markup Language) i destinat a normalitzar el contingut, l'estructura i la presentació dels llibres digitals. El format OEB és definit pel OeBPS (Open eBook Publication Structure), la versió 1.0 del qual està disponible a partir de setembre de 1999.
Open Ebook és un arxiu comprimit amb format ZIP juntament amb un arxiu MANIFEST. Dins el paquet s'utilitza un subconjunt d'XHTML, juntament amb CSS i metadades en format Dublin Core. L'extensió per defecte del fitxer és .opf (OEB Package Format).

## Història
- Setembre de 1999: alliberada versió 1.0 d'OEBPS.[3]
- Juliol de 2001: Versió 1.0.1[4]
- Agost de 2002: Versió OEBPS 1.2 alliberada[5]
- Setembre de 2007: OPS 2.0 (ePub) substitueix OEBPS 1.2

## Consorci
Fundat el gener de 2000, l'EBF (Open eBook Forum 5) és un consorci industrial internacional que reuneix constructors, informàtics, editors, llibreters i especialistes digitals (85 membres el 2002) per desenvolupar el format OEB i el OeBPS.

## Aplicacions
El format OEB es converteix en un estàndard i serveix de base per a altres formats, per exemple el format LIT (per al Microsoft Reader) o el format PRC (per al Mobipocket Reader), per finalment donar lloc al format ePub àmpliament utilitzat en els lectors actuals.